# روابط بین آلمان نازی و جهان عرب

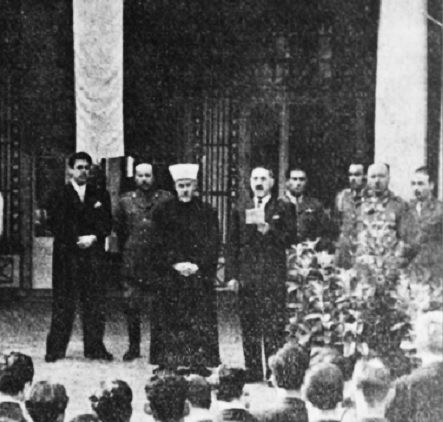
سخنرانی رشید علی الگیلانی و حاج امین الحسینی در مراسم سالگرد کودتای ۱۹۴۱ عراق در مقابل بنرهای سیاه-سفید-سبز در برلین

رابطه بین آلمان نازی (۱۹۳۳–۱۹۴۵) و رهبران جهان عرب شامل تحقیر، پروپاگاندا، همکاری و در برخی موارد برابری جستن بود.
روابط کمک‌کارانه سیاسی و نظامی به خاطر خصومت‌های مشترک نسبت به دشمنان مشترک مانند امپریالیسم و استعمارگری بریتانیا و فرانسه، کمونیسم و صهیونیسم شکل گرفت. یکی دیگر از شالوده‌های کلیدی این همکاری یهودستیزی نازی‌ها بود که توسط برخی رهبران عرب و مسلمان مورد تحسین قرار می‌گرفت که قابل توجه‌ترین آن‌ها محمد امین الحسینی بود. جلوی دیگران و در خلوت، آدولف هیتلر و هاینریش هیملر به گرمی از اسلام به عنوان یک دین و ایدئولوژی سیاسی یاد می‌کردند و آن را شکلی مقرراتی‌تر، ارتش‌بنیادتر و اهل عمل‌تر از مذهب در مقایسه با مسیحیت توصیف می‌کردند و آنچه را که مهارت پیامبر محمد، بنیان‌گذار اسلام می‌دیدند، در سیاست و رهبری نظامی می‌دانستند، می‌ستودند.
با این حال، ایدئولوژی نژادی رسمی نازی‌ها در کنار این‌ها عرب‌ها و مردم شمال آفریقا را از لحاظ نژادی پست‌تر از ژرمن‌ها در نظر می‌گرفتند؛ احساسی که توسط هیتلر و دیگر رهبران نازی برای خوار شمردن آن‌ها بازتاب یافت. با وجود تلاش‌های مفتی برای جلب حمایت آلمان برای استقلال عربی، هیتلر امتناع کرد و اظهار داشت که او «چیزی از عرب‌ها نمی‌خواهد».

## دیدگاه نازی‌ها در مورد جهان عرب
در سخنرانی‌هایش، هیتلر اظهارات گرمی نسبت به فرهنگ اسلامی داشت، مثلاً: «مردم اسلام همیشه به ما نزدیک‌تر خواهند بود تا، مثلاً، فرانسه.» علاوه بر این هیتلر اظهار داشت که «اگر شارل مارتل در پواتیه پیروز نمی‌شد [...] پس احتمالاً ما مجبور می‌شدیم دین خود را به اسلام تغییر دهیم، همان فرقه ای که دلاوری را ستایش می‌کند و بهشت هفتم را تنها برای جنگجوی شجاع می‌گشاید. آنگاه، نژادهای ژرمن جهان را فتح می‌کردند.» این تبادل نظرات زمانی رخ داد که هیتلر فرستاده ویژه حاکم عربستان خالد بن احمد ال‌کرکنی را پذیرفت. زودتر در این دیدار، هیتلر اشاره کرد که یکی از سه دلیلی که آلمان نازی به عرب‌ها علاقه‌مند بود، این بود:
«از آنجا که ما با هم علیه یهودیان جنگیدیم. این باعث شد که او در مورد فلسطین و شرایط آنجا صحبت کند، و سپس اعلام کرد که خودش تا زمانی که آخرین یهودی آلمان را ترک نکند، آرام نخواهد گرفت. خالد القرقنی اشاره کرد که پیامبر محمد [...] نیز به همین شیوه عمل کرد. او یهودیان را از عرب اخراج نمود.»
گیلبرت اشقر، استاد لبنانی، نوشت که هیتلر «مفید نمی‌دانست» به بازدیدکنندگان عرب خود در آن ملاقات اشاره کند که تا آن زمان، یهودیان آلمانی را به مهاجرت به فلسطین تحت قیمومت بریتانیاتحریک کرده بود، و رایش سوم به‌طور فعال به سازمان‌های صهیونیستی کمک می‌کرد تا محدودیت‌های تحمیل شده توسط بریتانیا بر مهاجرت یهودیان را دور بزنند. در سال ۱۹۳۹، کمی قبل از شروع جنگ جهانی دوم، هیتلر به فرماندهان نظامی خود گفت:
«ما به ایجاد ناآرامی در خاور دور و عرب ادامه خواهیم داد. بیایید مانند مردان فکر کنیم و این مردم را در بهترین حالت نیمه‌میمون‌هایی ببینیم که از تجربه شلاق ترس دارند.»

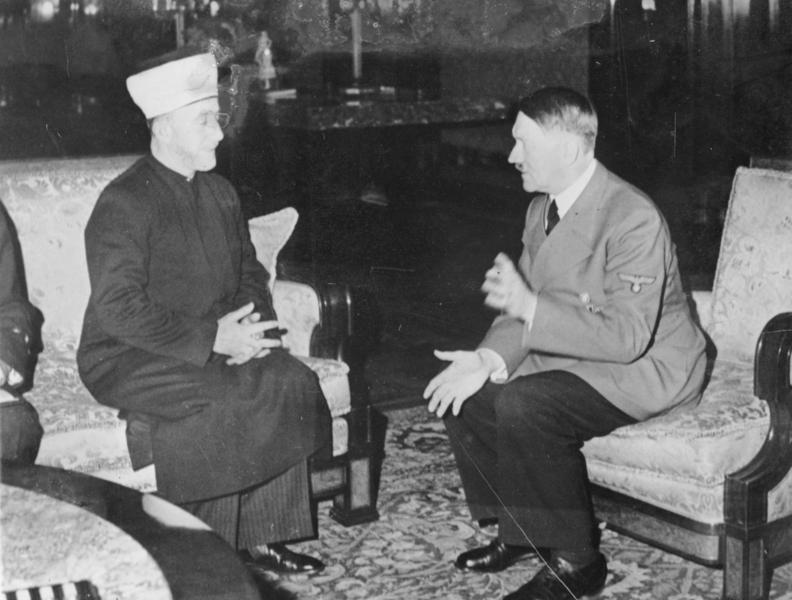
امین الحسینی و آدولف هیتلر در ۲۸ نوامبر ۱۹۴۱

با وجود اینکه نظریه نژادی نازی‌ها به عرب‌ها به عنوان اعضای نژاد پست‌تر نگاه می‌کرد، عرب‌های معدودی که به رایش سوم در مبارزه با متفقین کمک کردند، احترام زیادی کسب کردند. به عنوان مثال، مفتی اورشلیم، حاج امین الحسینی، به دلیل همکاری نزدیک خود با هیتلر و رایش سوم، عنوان «آریایی افتخاری» از نازی‌ها دریافت کرد.
قبل از جنگ جهانی دوم، تمام شمال آفریقا و خاورمیانه تحت کنترل قدرت‌های استعماری اروپایی بود. حکومت نازی با چندین رهبر ملی‌گرای عرب بر اساس دشمنان مشترکشان (مثلاً: جنگ عراق و انگلستان) و نفرت از یهودیان و صهیونیسم، شراکت ایجاد کرد. در پاسخ به کودتای رشید علی الکیلانی، زمانی که افراد مربع طلایی در عراق (چهار ژنرال به رهبری رشید علی الکیلانی) حکومت عبد الاله طرفدار بریتانیا در عراق را سرنگون کردند و دولتی را تشکیل دادند که از کشورهای محور حمایت می‌کرد، هیتلر در ۲۳ مه ۱۹۴۱، دستورالعمل فهرر شماره ۳۰ را برای حمایت از قضیه آنها صادر کرد. این فرمان مقرر کرد که «جنبش آزادی عربی در خاورمیانه متحد طبیعی ما علیه انگلستان است.»
در ۱۱ ژوئن ۱۹۴۱، هیتلر و فرمانده کل نیروهای مسلح دستورالعمل شماره ۳۲ را صادر کردند:
«استفاده از جنبش آزادی عربی. وضعیت انگلیسی‌ها در خاورمیانه در صورت عملیات بزرگ آلمانی خطرناک‌تر خواهد شد، اگر نیروهای بریتانیایی بیشتری در لحظه مناسب به ناآرامی‌ها یا شورش‌های مدنی مشغول شوند. تمام اقدامات نظامی، سیاسی و تبلیغاتی باید برای این منظور در دوره آماده‌سازی هماهنگ شوند. به عنوان یک آژانس مرکزی در خارج از کشور، من ستاد ویژه F را منصوب می‌کنم که در تمام برنامه‌ها و عملیات‌ها در منطقه عربی شرکت خواهد کرد، که مقر آن باید در منطقه نیروهای نظامی تحت فرماندهی جنوب شرقی باشد. متخصصان و عوامل موجود و مجازترین در اختیار آن قرار خواهند گرفت. رئیس فرماندهی کل نیروهای مسلح وظایف ستاد ویژه F را با توافق وزیر امور خارجه در مسائل سیاسی مشخص خواهد کرد.»

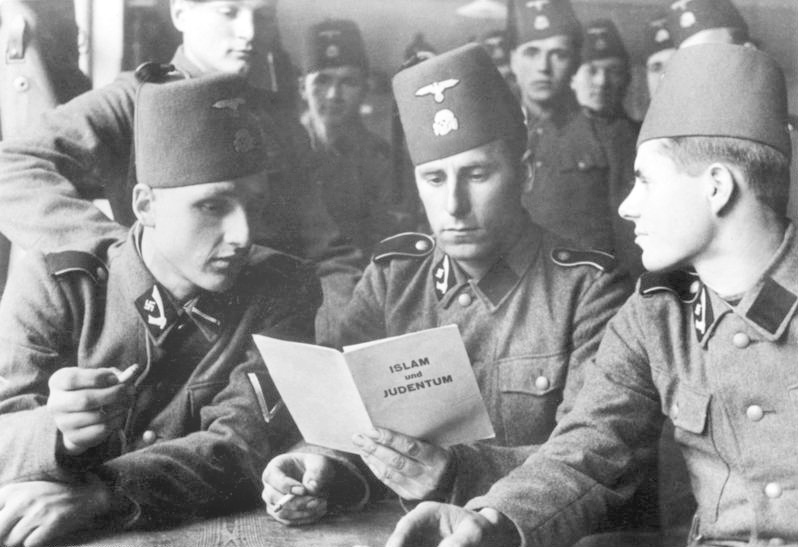
سربازان اس اس با جزوه تبلیغاتی نازی اسلام و یهودیت، در جنوب فرانسه اشغال شده توسط نازی‌ها (آرشیو فدرال آلمان، ژوئن ۱۹۴۳)

در روز یادبود هولوکاست و شجاعت در سال ۲۰۲۱، ضبط‌های پخش‌های تبلیغاتی نازی‌ها به زبان عربی از دوران جنگ جهانی دوم فاش شد.

## دیدگاه عربی دربارهٔ هیتلر و نازیسم
هیتلر و ایدئولوژی نازی و فاشیستی در جهان عرب تحت اختلافات بزرگی بودند، با حامیان و مخالفان فراوان. برنامه‌های تبلیغاتی گسترده‌ای در جهان عرب راه‌اندازی شد، ابتدا توسط ایتالیا فاشیستی و سپس توسط آلمان نازی. نازی‌ها به‌ویژه بر تأثیرگذاری بر نسل جدید اندیشمندان و فعالان سیاسی تمرکز کردند.
فرمانده آفریکاکور، اروین رومل، تقریباً به اندازه هیتلر محبوب بود. «هایل رومل» یک سلام رایج در کشورهای عربی بود. برخی معتقد بودند که آلمانی‌ها به آنها کمک خواهند کرد تا از حکومت فرانسه و بریتانیا استقلال یابند. پس از شکست فرانسه توسط آلمان نازی در سال ۱۹۴۰، برخی از عرب‌ها در خیابان‌های دمشق به‌طور علنی علیه فرانسوی‌ها و بریتانیایی‌ها شعار دادند: «نه دیگر مسیو، نه دیگر میستر، الله در آسمان و هیتلر بر زمین.» پوسترهایی به زبان عربی که روی آنها نوشته شده بود «در آسمان خدا حاکم است، بر زمین هیتلر» اغلب در مغازه‌های شهرهای سوریه نمایش داده می‌شد.
برخی از عرب‌های ثروتمندی که در دهه سی در آلمان سفر کرده بودند، با ایده‌های فاشیستی بازگشتند و آنها را با ملی‌گرایی عربی ترکیب کردند. زکی ارسوزی، یکی از بنیان‌گذاران اصلی بعثیسم، اندیشه حزب بعث، اظهار داشت که فاشیسم و نازیسم تأثیر زیادی بر ایدئولوژی بعث داشته‌اند. شاگرد ارسوزی، سمی ال-جوندی، نوشت:
ما نژادپرست بودیم، نازیسم را تحسین می‌کردیم، کتاب‌هایش و منبع اندیشه‌اش را می‌خواندیم، به‌ویژه «چنین گفت زرتشت» اثر نیچه، سخنرانی‌های فیشته به ملت آلمان، و اصول هیوستون استیوارت چمبرلین از قرن نوزدهم که حول نژاد می‌چرخید. ما اولین کسانی بودیم که به فکر ترجمه ماین کامپف افتادیم. کسی که در آن دوره در دمشق زندگی کرده باشد، تمایل مردم عرب به نازیسم را درک خواهد کرد، زیرا نازیسم نیرویی بود که می‌توانست به عنوان قهرمان آنها عمل کند، و کسی که به‌طور طبیعی شکست خورده است، برنده را دوست خواهد داشت. اما باور ما کاملاً متفاوت بود.
دو سیاستمدار برجسته عرب که با نازی‌ها همکاری کردند، مفتی بزرگ اورشلیم، امین الحسینی، و نخست‌وزیر عراق رشید عالی گیلانی بودند. بریتانیایی‌ها امین الحسینی را به دلیل نقش او در شورش بزرگ عربی در سال‌های ۱۹۳۶ – ۱۹۳۹ به تبعید فرستادند. مفتی سابق در پادشاهی عراق، قیمومت فرانسه در سوریه و فلسطین قیمومتی بریتانیا عوامل داشت. در سال ۱۹۴۱، الحسینی به‌طور فعال از کودتای مربع طلایی عراق به رهبری رشید عالی گیلانی حمایت کرد.
پس از شکست رژیم مربع طلایی در عراق توسط بریتانیایی‌ها در جنگ عراق و انگلستان، رشید عالی، الحسینی و دیگر کهنه‌سربازان عراقی در اروپا پناه گرفتند. در اروپا، تبعیدیان عرب از منافع کشورهای محور حمایت کردند. آنها به ویژه در جذب چند ده هزار مسلمان به اس‌اس موفق بودند و به عنوان تبلیغاتچی برای جهان عربی‌زبان خدمت کردند. دامنه فعالیت‌های مشترک گسترده بود. به عنوان مثال، انور سادات، که بعدها رئیس‌جمهور مصر شد، طبق خاطرات خود، آماده همکاری با آلمان نازی بود.
امین الحسینی در ۲۸ نوامبر ۱۹۴۱ با هیتلر ملاقات کرد. یادداشت‌های رسمی آلمانی از آن جلسه شامل ارجاعات زیادی به مبارزه با یهودیان در اروپا و خارج از آن است. بخش‌های زیر از آن جلسه اظهارات هیتلر به الحسینی هستند:
آلمان در حال جنگ بی‌امان علیه یهودیان بود. این به‌طور طبیعی شامل مقاومت فعال در برابر خانه ملی یهودی در سرزمین اسرائیل بود، که چیزی جز یک مرکز به شکل یک کشور برای تحقق نفوذ مخرب منافع یهودی نبود. [...] این مبارزه تعیین‌کننده بود؛ در سطح سیاسی، عمدتاً به عنوان یک درگیری بین آلمان و انگلستان ظاهر می‌شود، اما از نظر ایدئولوژیک، این یک نبرد بین ناسیونال سوسیالیسم و یهودیان بود. بدیهی است که آلمان کمک مثبت و عملی به عرب‌هایی که در مبارزه مشترک شرکت دارند، ارائه خواهد کرد، زیرا وعده‌های دوستانه در جنگ بقا یا نابودی مفید نخواهد بود، که در آن یهودیان موفق شده‌اند تمام قدرت انگلستان را برای اهداف خود بسیج کنند. [...] خود پیشوا به جهان عرب وعده خواهد داد که زمان آزادی او فرا رسیده است. هدف آلمان تنها نابودی عنصر یهودی ساکن در منطقه عربی تحت حفاظت قدرت بریتانیا خواهد بود. در آن زمان، مفتی معتبرترین سخنگوی جهان عرب خواهد بود. سپس وظیفه او اجرای اقدامات عربی خواهد بود که او به‌طور مخفیانه آماده کرده است. وقتی آن زمان فرا برسد، آلمان می‌تواند نسبت به واکنش فرانسه به چنین بیانیه‌ای بی‌تفاوت باشد.
امین الحسینی به برجسته‌ترین همکار عرب با قدرت‌های محور تبدیل شد. او روابط دوستانه‌ای با نازی‌های ارشد، از جمله هاینریش هیملر، یواخیم فون ریبنتروپ و آدولف آیشمان برقرار کرد. او به خدمات تبلیغاتی محور و جذب سربازان مسلمان و عرب به نیروهای مسلح نازی، از جمله سه لشکر اس‌اس متشکل از بوسنیایی‌های مسلمان کمک کرد. او در برنامه‌ریزی عملیات جنگی در فلسطین و عراق، از جمله برنامه‌ای برای فرود آوردن عوامل آلمانی و عربی که حملات به یهودیان در فلسطین را تحریک کنند، مشارکت داشت. او به ورود آلمان به شمال آفریقا، به‌ویژه ورود آلمان به تونس و لیبی کمک کرد. شبکه جاسوسی او به ورماخت هشدار دقیقی دربارهٔ تهاجم متفقین به شمال آفریقا داد.
الحسینی مداخله کرد و به مقامات دولتی اعتراض کرد تا از مهاجرت یهودیان به فلسطین قیمومتی بریتانیا جلوگیری کند. بینات وجود دارد که او از راه‌حل نهایی آگاه بود. دستیار ارشد آدولف آیشمان، دیتر ویسلیتسنی، ادعا می‌کند که در تمام ملاقات‌های مفتی با نازی‌های ارشد، الحسینی بارها پیشنهاد نابودی یهودیان را مطرح کرده است. در مقابل، الحسینی خود پس از پایان جنگ ادعا کرد که هرگز از اردوگاه‌های مرگ یا برنامه‌های نازی‌ها برای نسل‌کشی یهودیان اروپا اطلاعی نداشته است. به گفته او، بینات علیه او توسط دشمنان یهودی‌اش جعل شده بود و او حتی انکار کرد که اصلاً آیشمان را ملاقات کرده باشد. امین الحسینی هنوز هم شخصیتی بحث‌برانگیز در جهان عرب است، در حالی که برخی او را فاسد می‌دانند، جناح‌های سیاسی دیگر در جهان عرب مدرن او را شخصیتی محترم می‌دانند.
محققانی مانند جفری هرف، مئیر زامیر و هانس گلدنباوم بر اهمیت تلاش تبلیغاتی آلمان در خاورمیانه و شمال آفریقا توافق دارند. اما برخی از محققان بعدی نشان داده‌اند که متون توسط آلمانی‌ها ارائه شده و منبع آنها از پخش‌کنندگان عرب نبوده است. به گفته گلدنباوم، با وجود اینکه سخنرانی‌های عربی الحسینی از رادیو برلین پخش می‌شد، او هیچ تأثیری بر محتوای پخش نداشت. به نظر می‌رسد که عرب‌هایی که با آلمانی‌ها همکاری می‌کردند، شرکای برابر نبودند. در سال ۱۹۴۶، دو تن از دستیاران سابق مفتی، جمال الحسینی و احمد شوکری، هولوکاست را توجیه کردند و تبلیغات گوبلز را تکرار کردند.

## تقلید نازیسم در اتحادیه‌های عربی
چندین جنبش در حال ظهور در جهان عرب در طول دهه سی تحت تأثیر سازمان‌های فاشیستی و نازی‌های اروپایی قرار گرفتند. حزب مصر جوان («پیراهن‌های سبز») بسیار شبیه به جوانان هیتلر بود و به گفته مورخ برنارد لوئیس «بدون شک به شکل نازی» بود. باشگاه پان‌عربیستی و جنبش آن از نوع الفتوه (جوانان هیتلر)، در حمله فرهود در سال ۱۹۴۱ به جامعه یهودی بغداد شرکت کردند.
حزب سوسیال ناسیونالیست سوری (SSNP) سبک‌های فاشیسم را پذیرفت. نماد آن، طوفان قرمز، از صلیب شکسته نازی گرفته شده بود، رهبر آنتون سعاده به عنوان «الزعیم» (رهبر) شناخته می‌شد. سرود حزب "Syria, Syria, über alles" یعنی «سوریه، سوریه، بالاتر از همه» بود، مطابق با اولین خط سرود ملی آلمان و حتی با همان لحن خوانده می‌شد. سعاده حزب فاشیستی SSNP را با برنامه‌ای تأسیس کرد که طبق آن سوری‌ها «نژاد برتر منحصر به فرد» بودند.